# Зейнаб ан-Нафзавия
Зейнаб бинт Исхак ан-Нафзавия (араб. زينب بنت إسحاق النفزاوية‎; ? — 1071 или 1072) — жена владетеля Агмата. После смерти последнего в войне с Альморавидами Зейнаб в 1058 году стала женой предводителя Альморавидов Абу Бекра. Вскоре, благодаря как своей красоте, так и хитрости и энергичности, Зейнаб приобрела неограниченное влияние на военно-политические дела союза Альморавидов.
После смерти духовного главы Альморавидов Абдуллы ибн Ясина и восстания берберских племён Сахары Зейнаб уговорила своего мужа назначить главой Альморавидов в Магрибе племянника Юсуфа ибн Ташфина, дать ей развод и, по прошествии законного срока, разрешить выйти замуж за Юсуфа (1061).
В делах внешней и внутренней политики Юсуф находился под влиянием Зейнаб до самой её смерти, последовавшей в 1071 или 1072 году, которая, со своей стороны, была в постоянных непосредственных сношениях с факихами, духовными авторитетами, от которых всецело зависела покорность альморавидских племён.